# Диего Оливера
Диего Оливера (на испански: Diego Olivera) е аржентински актьор, работещ в Мексико от 2010 г. През 2001 г. се жени за аржентинската актриса Моника Айос, с която имат една дъщеря, родена през 2004 г., и син, от предишния брак на Айос. Оливера е брат на актьора Федерико Оливера. През 2010 г. подписва ексклузивен договор с мексиканската компания Телевиса.

## Филмография

### Теленовели
- Жажда за мъст (2024) – Еухенио Белтран
- Никой като теб (2023) – Хосе Мария Фигероа Арсе
- Борбено сърце (2022) – Аугусто Руис Монталво
- Да преодолееш миналото (2021) – Лусио Тиноко
- И утре ще бъде друг ден (2018) – Камило Сармиенто
- В диви земи (2017) – Анибал Отеро Ривейес
- Жените в черно (2016) – Патрисио Бернал
- Лъжовно сърце (2016) – Леонардо дел Рио Солорсано
- Непростимо (2015) – Херонимо дел Вияр
- До края на света (2014 – 2015) – Армандо Ромеро
- Да лъжеш, за да живееш (2013) – Хосе Луис Фалкон / Франсиско Кастро
- Amorcito corazón (2011 – 2012) – Фернандо Лобо Карвахал
- Триумф на любовта (2010 – 2011) – Отец Хуан Пабло Итурбиде Монтехо
- Alguien que me quiera (2010) – Баутиста
- Herencia de amor (2009) – Лаутаро Ледесма
- Vivir por ti (2008) – Хуан Карлос Гусман
- Монтекристо (2006 – 2007) – Сантяго Диас Ерера
- Amarte así (2005) – Грегория Балбуена
- Se dice amor (2005) – Хосе Луис Гутиерес
- Floricienta (2004) – Факундо
- Piel naranja años después (2004) – Факундо
- Mil Millones (2002) – Луис Мухика
- Provócame (2001) – Мартин
- Mujercitas (1999)
- Богати и известни (1997) – Хулиан
- 90 60 90 Modelos (1996) – Лукас Грималди
- Zíngara (1996) – Франсиско
- Por siempre mujercitas (1995) – Хулио Оласабъл

### Кино
- Ningún amor es perfecto (2010)
- Los guantes mágicos (2003)
- ¿Te dije que te quiero? (2002) – Федерико

### Театър
- Escenas de la calle
- Tom Sawyer
- La Bella y La Bestia
- 101 Dálmatas
- Confesiones
- 5 gays.com
- Bingo

## Награди и номинации
Награди TVyNovelas Мексико
| Година | Категория                                | Теленовела             | Резултат  |
| ------ | ---------------------------------------- | ---------------------- | --------- |
| 2017   | Най-добър актьор в главна роля за сериал | Жените в черно         | Печели    |
| 2017   | Най-добър актьор в поддържаща роля       | Лъжовно сърце          | Номиниран |
| 2016   | Най-добър актьор в поддържаща роля       | До края на света       | Номиниран |
| 2014   | Най-добър актьор в отрицателна роля      | Да лъжеш, за да живееш | Номиниран |